# Лисбон Фолс (Мејн)
Лисбон Фолс (енгл. Lisbon Falls) насељено је место без административног статуса у америчкој савезној држави Мејн.

## Демографија
По попису из 2010. године број становника је 4.100, што је 320 (-7,2%) становника мање него 2000. године.
| Група             | 2000.         | 2010.         |
| Белци             | 4.257 (96,3%) | 3.894 (95,0%) |
| Афроамериканци    | 28 (0,6%)     | 29 (0,7%)     |
| Азијати           | 18 (0,4%)     | 23 (0,6%)     |
| Хиспаноамериканци | 47 (1,1%)     | 65 (1,6%)     |
| Укупно            | 4.420         | 4.100         |